# Estádio Benedito Soares Mota
Estádio 19 de Outubro – stadion piłkarski, w Três Lagoas, Mato Grosso do Sul, Brazylia, na którym swoje mecze rozgrywa klub Misto Esporte Clube.
Pierwsza bramka: Mirandinha (Comercial-TL)